# Daux
Daux (okzitanisch: Daus) ist eine französische Gemeinde mit 2.575 Einwohnern (Stand: 1. Januar 2022) im Département Haute-Garonne in der Region Okzitanien. Sie gehört zum Arrondissement Toulouse und zum Kanton Léguevin. Die Einwohner werden Dauxéens und Dauxéennes genannt.

## Geographie
Daux liegt etwa 23 Kilometer nordwestlich von Toulouse. Umgeben wird Daux von den Nachbargemeinden Merville im Norden und Nordosten, Aussonne im Osten, Mondonville im Südosten und Süden sowie Montaigut-sur-Save im Westen.
Durch die Gemeinde führt die Route nationale 224.

## Bevölkerungsentwicklung
| Jahr                       | 1962 | 1968 | 1975 | 1982 | 1990 | 1999 | 2006 | 2012 | 2020 |
| Einwohner                  | 479  | 577  | 785  | 1059 | 1144 | 1253 | 1655 | 2141 | 2440 |
| Quellen: Cassini und INSEE |      |      |      |      |      |      |      |      |      |

## Sehenswürdigkeiten
- Kirche Saint-Barthélemy aus dem 14. Jahrhundert, teilweise im 19. Jahrhundert erneuert, Kirchturm ist seit 1926 als Monument historique eingeschrieben
- Schloss Peyrolade

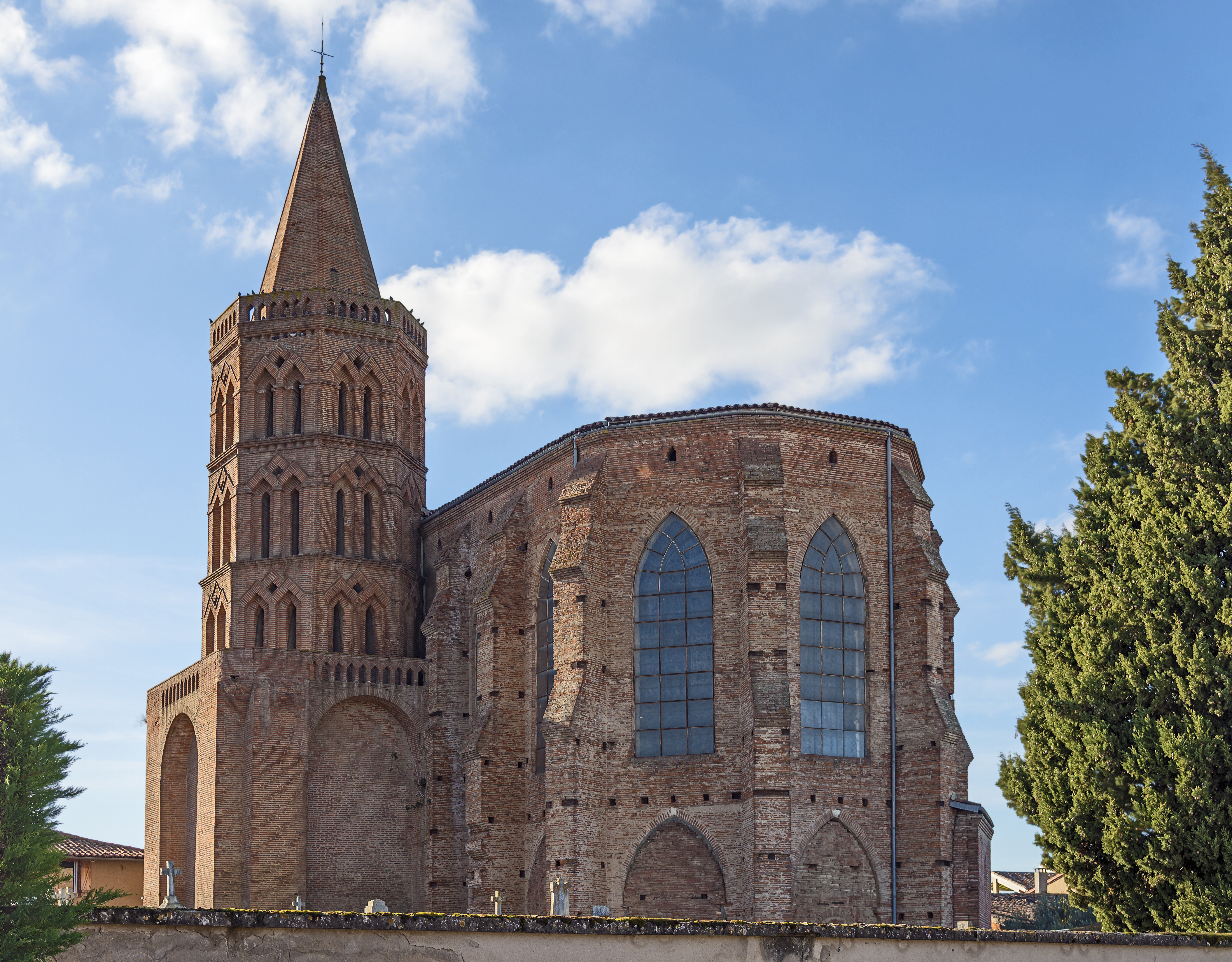
Kirche Saint-Barthélemy
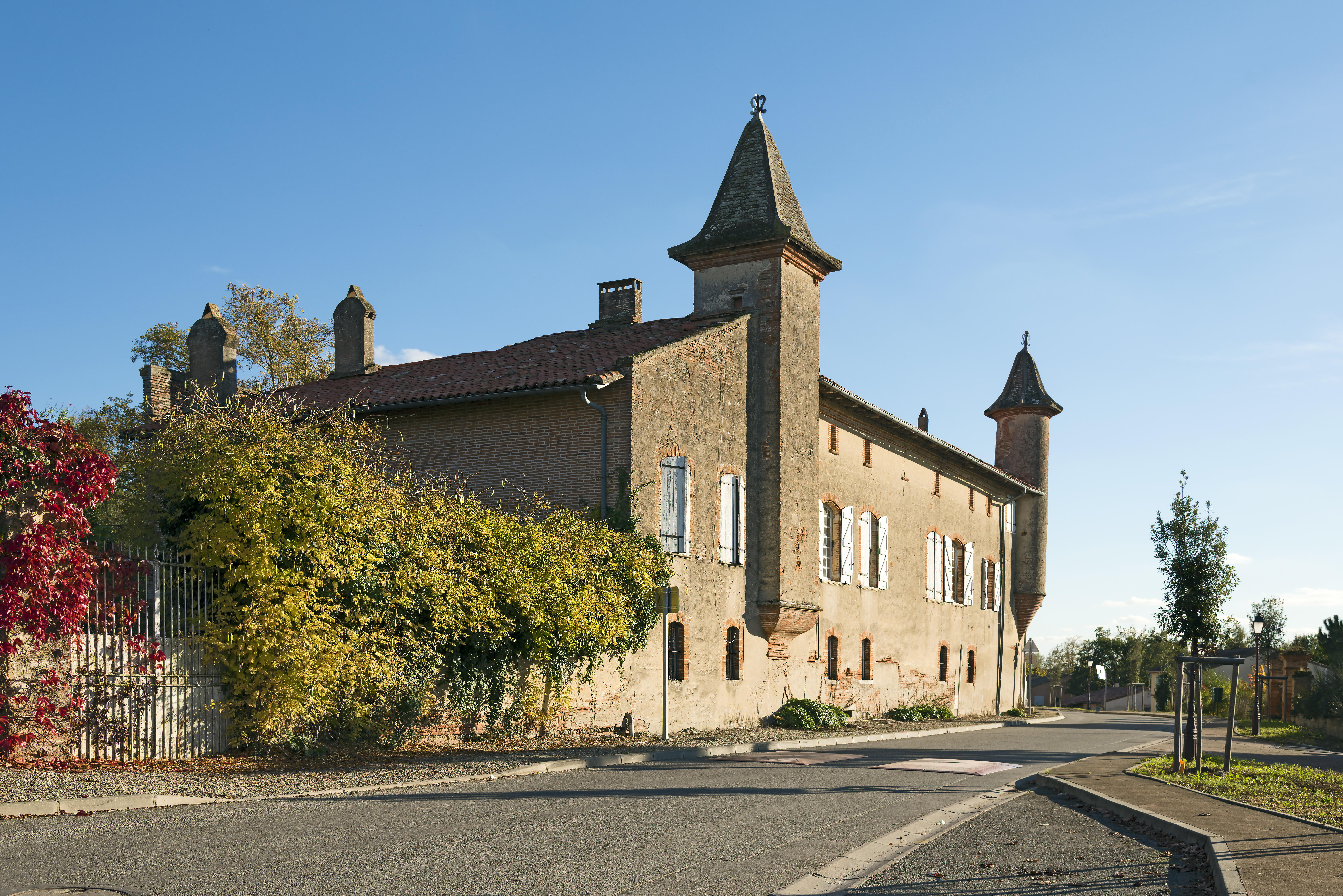
Schloss Peyrolade